# リヒャルト・クーン
リヒャルト・クーン（Richard Kuhn、1900年12月3日 – 1967年8月1日）はオーストリア、ドイツの生化学者で、1938年のノーベル化学賞受賞者である。

## 生涯
ウィーンで生まれ育ち、公立の中学校と高校に通っていた。彼は化学に早く関心を示したが、全般的に興味を持っており、化学の勉強をすることを決めたのは遅かった。1918年にウィーン大学で化学の講義に参加し、ミュンヘンで化学の勉強を終え、1922年に酵素の研究により博士号を得た。
卒業後のクーンの科学的な経歴として、まずミュンヘンで、その後チューリッヒ工科大学、1929年からはハイデルベルク大学に属し、1937年には化学科の学科長になった。1928年にデイジー・ハルトマン (Daisy Hartmann) と結婚し、2人の息子と4人の娘を持った。

## 研究と顕彰
クーンの研究分野はカロテノイドや立体化学、ビタミン、酵素であった。彼は初めてビタミンBを分離した。彼はカロテノイドと酵素の研究により、1938年にノーベル賞を受賞したが、第二次世界大戦が終わるまで賞を受け取ることができなかった。
長年、マックス・プランク医学研究所に関係しており、ハイデルベルク大学やペンシルベニア大学にも関係していた。彼は、1948年から Justus Liebigs Annalen der Chemie の編集者を務めた。
1967年にハイデルベルクで死去した。

## 受賞歴
- 1937年 - コテニウス・メダル
- 1938年 - ノーベル化学賞
- 1942年 - ゲーテ賞
- 1944年 - エミール・フォン・ベーリング賞
- 1952年 - ヴィルヘルム・エクスナー・メダル
- 1958年 - パウル・エールリヒ&ルートヴィヒ・ダルムシュテッター賞
- 1962年 - センテナリー賞